# Rosário do Ivaí
Rosário do Ivaí är en kommun i Brasilien.   Den ligger i delstaten Paraná, i den södra delen av landet, 1 000 km söder om huvudstaden Brasília. Antalet invånare är 5 586.
Omgivningarna runt Rosário do Ivaí är huvudsakligen savann. Runt Rosário do Ivaí är det glesbefolkat, med 14 invånare per kvadratkilometer.